# Juliantla
Juliantla, é uma povoação do estado de Estado de Guerrero, no México, fica dentro do município de Taxco de Alarcón é um povo da montanha conhecido como uno dos primeiros asentamentos judeus na Nova Espanha. Actualmente conta com 694 habitantes, sua economía conformase pelo turismo e agricultura, é uma zona ganadeira.

## Toponímia
A toponímia desta povoação não tem precisão, a etimologia com mais aceptção é o significado de Judeanea, facendo homenagem a os judeus sefarditas que fundaram a povoação quando chegaram à cidade de Taxco de Alarcón para establecerse perto das minas.
Outras versões do étimo de Juliantla é a relação com o nome de Julia, muito provável, a filha dum homem da origem sefardita, de apelido Astudillo, o que com o hibridação da língua nauatle -tla (lugar perto de-), dá o significado de Lugar perto de Julia, para ocultar Judiantla, mudando o antigo nome de Terra de Deus o de Judeus.

## Historia
O povo foi fundado em 1521, foi um dos primeiros asentamentos judeus do Continente Americano. Nesta localidade foi edificada uma das primeiras sinagogas do Novo Mundo (o mikve para o banho ritual dos judeus), foram algunhas familias galegas e portuguesas que edificaram suas casas baixo apoio de Hernán Cortés, conquistador de México.
Anos despóis, entre 1580 e 1590 foi edificada a egreja da Virgem da Candelaria (mesmo lugar onde ficou o mikve). O troco do nome de Judeanea a Juliantla foi para evitar persecuções e sospeitas por parte do Santo Oficio, os habitantes aceitarão o catolicismo e a jurisdição començou a chamase Minas de Juliantla, o motivo foi pela actividade mineira dos primeros habitantes.

## Pessoas
- Joan Sebastian